# Ramiz Alia
Ramiz Tafë Alia (18. oktober 1925 – 7. oktober 2011) var en albansk kommunistisk politiker, der var den 2. og sidste leder af det kommunistiske Albanien fra 1985 til 1991 og den 1. præsident i Republikken Albanien fra 1991 til 1992. Han var udpeget af Enver Hoxha som dennes efterfølger og overtog magten efter Hoxhas død i 1985. I 1992 blev han arresteret, mistænkt for korruption. 2 år senere blev han dømt til 8 års fængsel, for at have krænket menneskers rettigheder, og for at have misbrugt sin magt.